# Mallochianamyia latigena
Mallochianamyia latigena är en tvåvingeart som beskrevs av Wheeler 2000. Mallochianamyia latigena ingår i släktet Mallochianamyia och familjen markflugor. Inga underarter finns listade i Catalogue of Life.